# Gars am Kamp
Gars am Kamp es una localidad del distrito de Horn, en el estado de Baja Austria, Austria, con una población estimada a principio del año 2018 de 3534 habitantes. 
Se encuentra ubicada en la zona centro-norte del estado, cerca de la frontera con República Checa y al noroeste de Viena.

## Personajes célebres
- Falco (1957-1998), músico
- Matthias Laurenz Gräff (*1984), pintor y activista político.